# Hortus Cliffortianus
Pour les articles homonymes, voir Hortus (homonymie).
Le Hortus Cliffortianus est un traité de botanique de Carl von Linné, daté de 1737. Linné y décrit le jardin de la propriété de Hartekamp et l'herbier du banquier hollandais George Clifford, un des directeurs de la Compagnie néerlandaise des Indes orientales et botaniste amateur.  
Le livre est rédigé en latin. Il est illustré par des gravures de Jan Wandelaar, d'après des dessins de Georg Dionysius Ehret ou de Wandelaar. Il comporte aussi une description de la bibliothèque de Clifford.  
Il est écrit et imprimé aux frais de Clifford à Amsterdam. La préparation du livre s'échelonne entre 1735 et 1736, l'impression n'est achevée qu'en 1738, bien que la page de titre indique l'année 1737.

## Conception et création

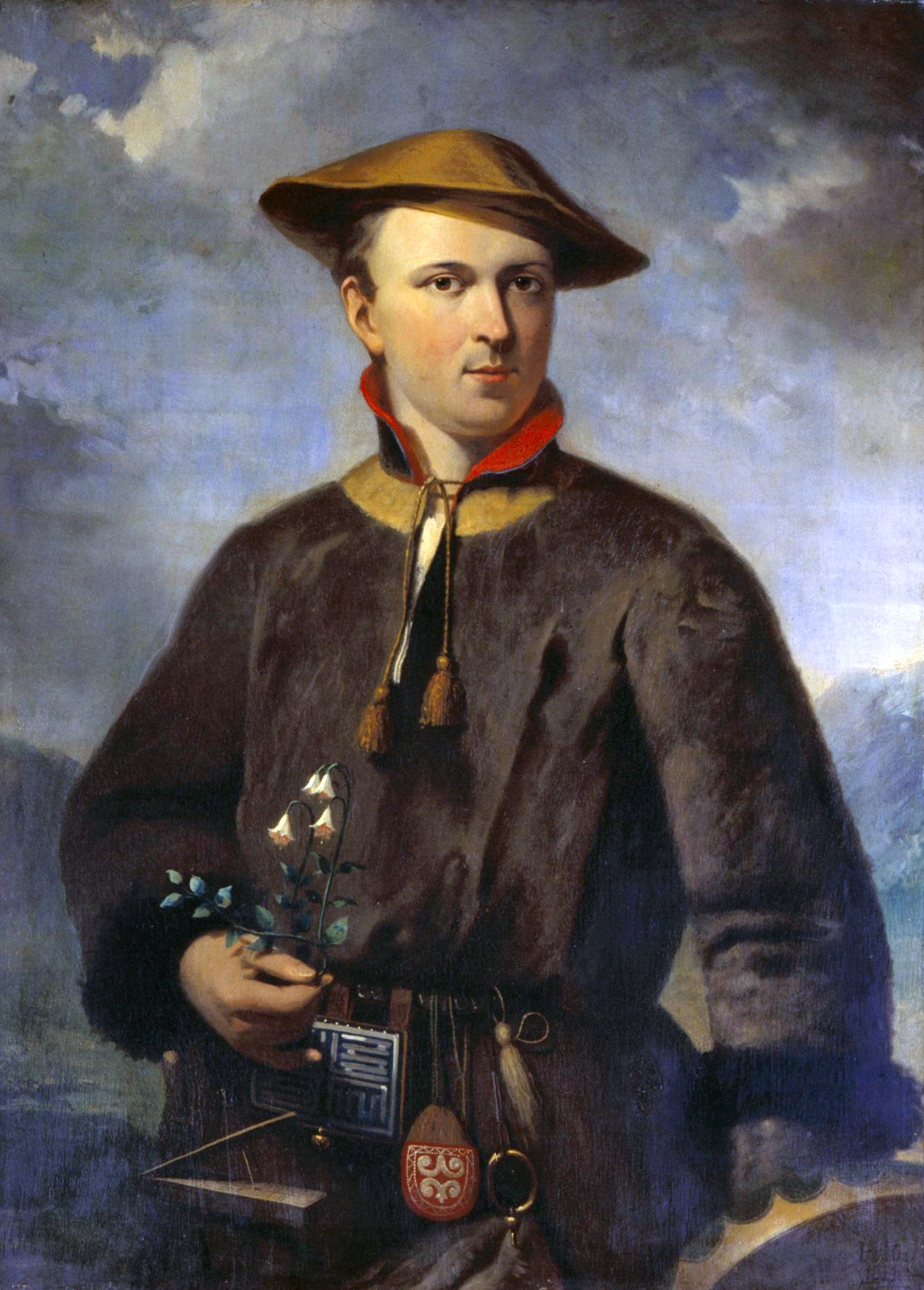
Linné en costume de Lapon (entre 1735 et 1740).

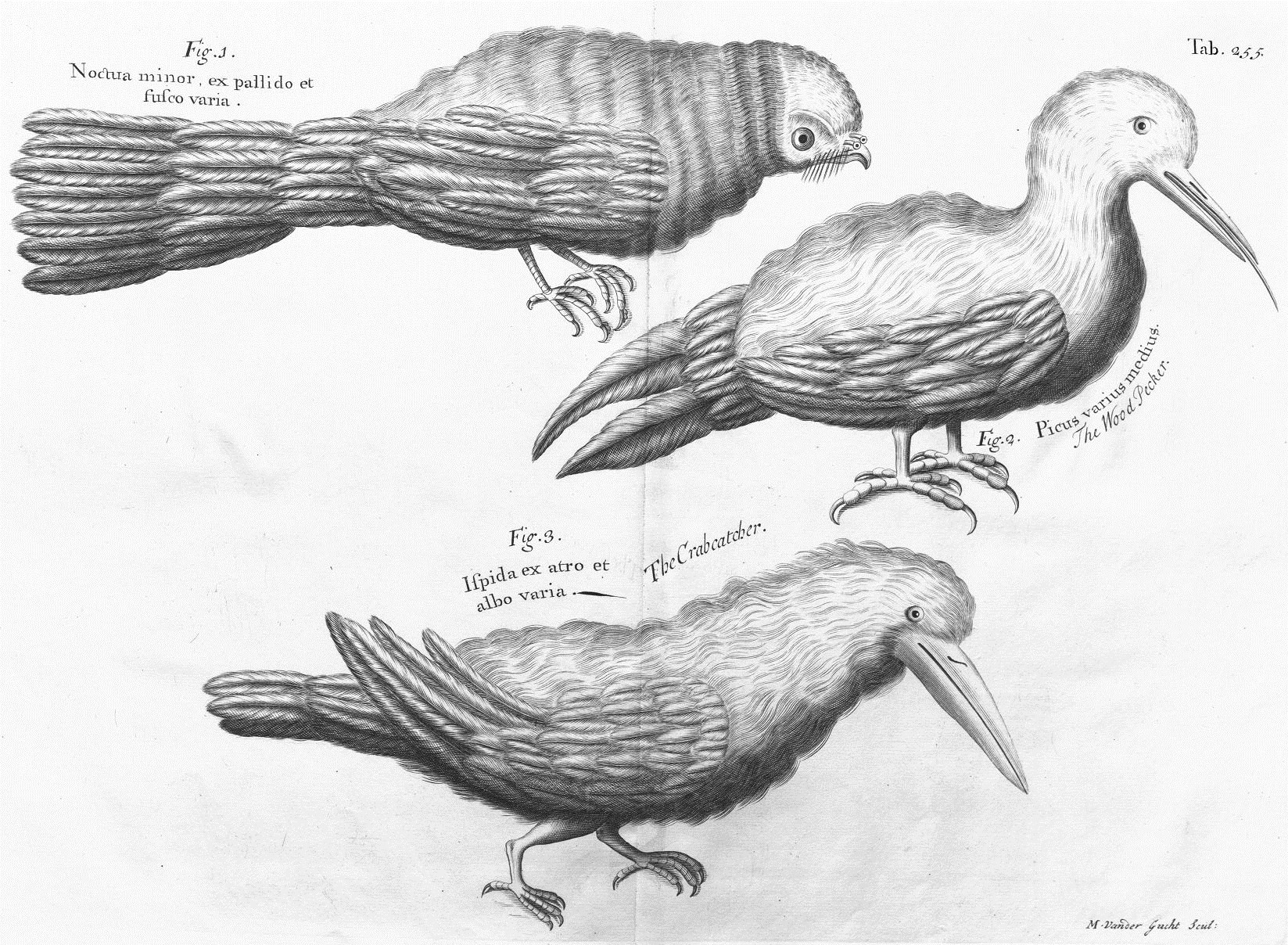
Engoulevent de Jamaïque et autres : illustration du Voyage dans les iles de Madère, Barbade, Nieves, Saint-Christophe et Jamaïque, d'Hans Sloane.

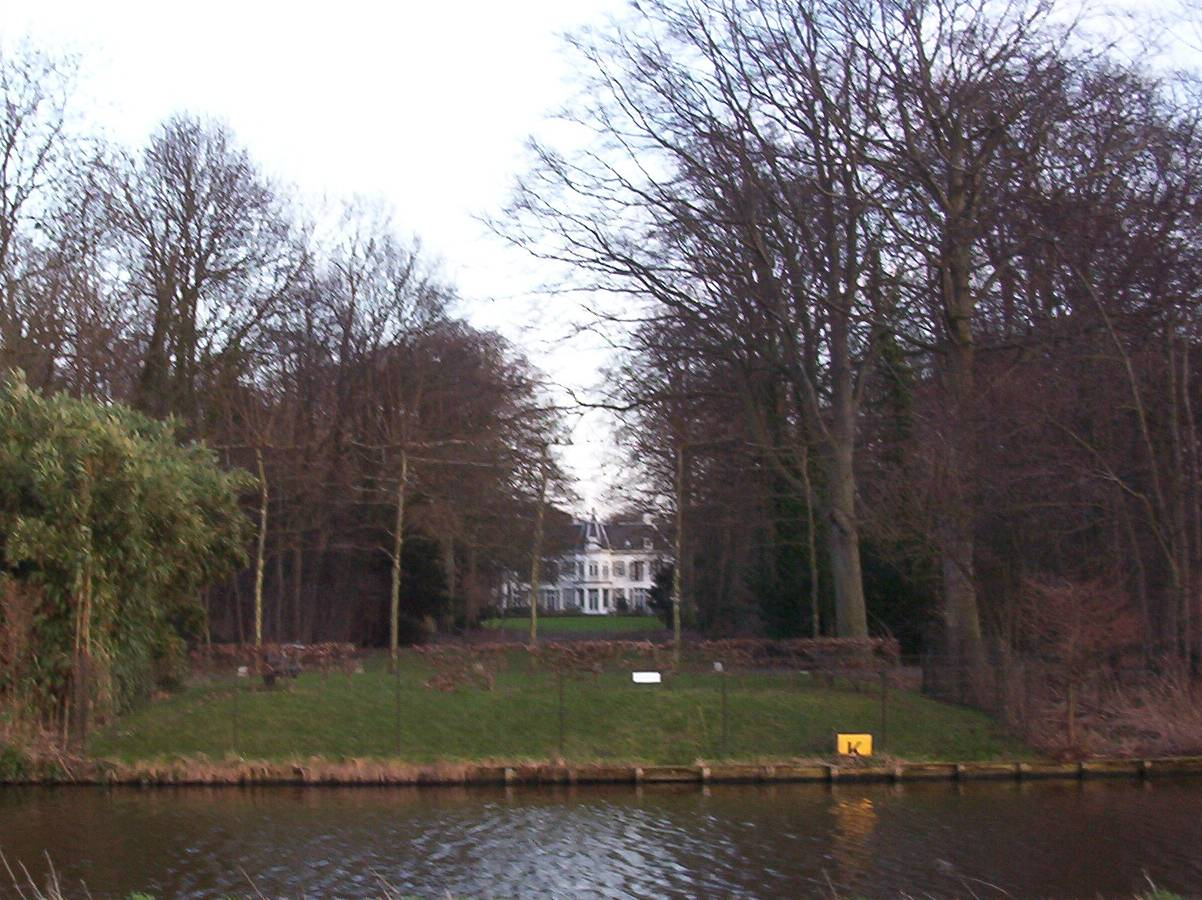
Jardin et maison de George Clifford à Hartekamp, vus du canal (photographie de 2007)

Linné fait la connaissance de Clifford chez le botaniste néerlandais Johannes Burman, chez qui il vit et qu'il aide dans ses recherches scientifiques en 1735. Ils visitent ensemble le 13 août 1735 la propriété de Clifford, à la campagne, à Hartekamp, au sud de Haarlem, dans les environs de Bennebroek. 
Hartekamp est célèbre par son jardin depuis qu'il a été acquis en 1709 par le père de Clifford, mais ce dernier l'a considérablement enrichi de plantes qu'il a fait venir du monde entier. Il y a construit quatre orangeries, dans lesquelles poussent des plantes exotiques. 
Clifford, après avoir rencontré le jeune Linné, est séduit par lui, souhaite qu'il devienne son médecin personnel, et qu'il fasse un suivi et un inventaire de sa vaste collection. Linné est lié par un contrat avec Burman, mais Clifford résout cette difficulté en offrant à Burman un exemplaire rare de l'Histoire naturelle de la Jamaïque d'Hans Sloane. Linné commence à travailler à Hartekamp le 25 septembre. 
Quelque temps après, Georg Ehret se présente à Hartekamp, avec une lettre de recommandation du margrave Charles-Guillaume de Bade-Durlach. Linné fait remarquer à Clifford les dessins fait par Ehret de plantes étudiées depuis peu (Collinsonia, Turnera). Clifford les achète immédiatement. Linné décrit à Ehret son nouveau système de classification des plantes, ce qui conduit Ehret à faire 24 autres dessins.  
Ils seront reproduits par Jan Wandelaar dans le Hortus Cliffortianus, imprimé en 1738, avec le sous-titre « Plantas exhibens quas in Hortis tam vivis quam siccis, Hartecampi in Hollandia, coluit vir nobilissimus et generosissimus Georgius Clifford juris utriusque doctor, reductis varietatibus ad species, speciebus ad genera, generibus ad classes, adjectis locis plantarum natalibus differentiisque specierum. Cum tabulis aeneis »,.
Seule une partie du tirage est offerte à la vente : Clifford n'a dès l'origine pas souhaité le diffuser largement, et il veut d'abord l'utiliser comme un moyen d'élargir sa collection de plantes en faisant des échanges. 
Linné reçoit dix exemplaires d'auteur le 11 janvier 1739. En outre, Clifford lui offre en signe de reconnaissance supplémentaire une partie de son herbier, qu'il emporte à Uppsala, où il intègre son propre herbier, qui après sa mort sera donné par son fils à James Edward Smith.

## Description et contenu
Le Hortus Cliffortianus est un format in-folio et contient environ 530 pages . Il s'ouvre sur un frontispice gravé par Jan Wandelaar. La couverture est imprimée en deux couleurs, rouge et noir. Le livre contient deux gravures illustrant les différentes formes de feuilles des plantes, et 34 gravures avec la représentation de plantes. Toutes les planches ont été gravées sur métal par Jan Wandelaar, le plus souvent d'après des dessins de Georg Ehret. Vandelaar réalise cependant dix gravures d'après ses propres esquisses. 
Les pages sont numérotées de 1 à 231 (232 pages) et 301 à 501 (avec des pages non numérotées de complément). Cette numérotation est liée au fait que le livre était initialement composé en format in-quarto, mais les gravures, plus grandes que prévu, ont rendu nécessaire ce changement de format. Les 300 premières pages ont été imprimées et placées dans le codex comme elles avaient été composées.  

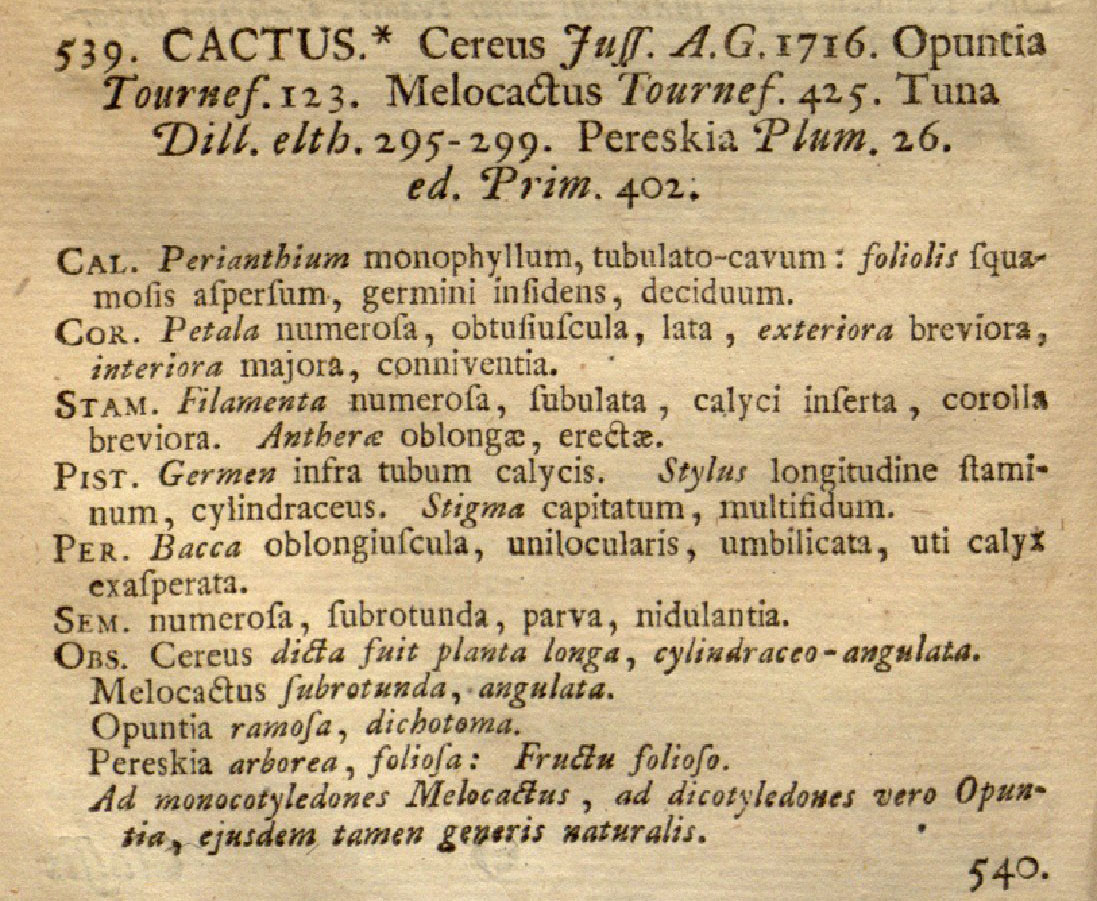
Cactus, dans le Genera Plantarum. 5e édition (1754)

Gaston de France (Gaston d'Orléans), gravure de Matthäus Merian. Détenteur d'une collection de plantes peintes par Nicolas Robert sur vélin.

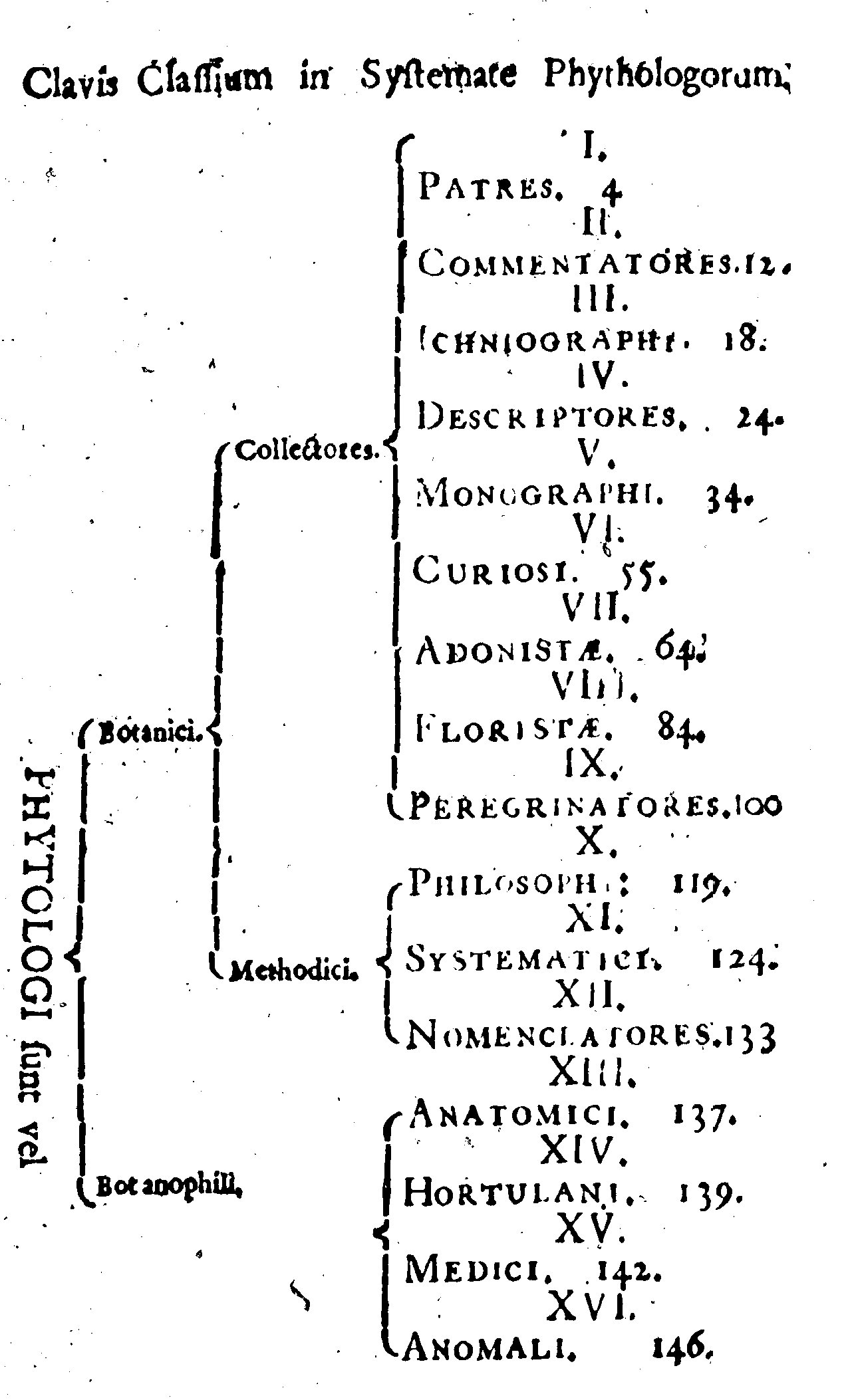
Système de classification de la Bibliotheca Botanica (1736)

Les plantes du jardin de Clifford ont été déjà décrites dans le Viridarium Cliffortianum. Dans le Horus Cliffortianus, Linné ajoute une description des herbiers des collections de Clifford. En tout, ce sont 2536 genres et espèces de plantes qui sont décrits, dont 1251 proviennent du jardin de Clifford. Linné organise leur liste d'après le système qu'il a établi dans la Genera Plantarum et dans la Systema Naturae. Pour nommer les plantes, il s'appuie sur la Critica Botaniica. Pour les espèces de plantes, il énumère toutes les appellations différentes qu'il peut trouver dans la littérature à sa disposition. Il ajoute également des informations sur la provenance des plantes. Il utilise notamment, pour les plantes  européennes, le Pinax Theatri Botanic de Gaspard Bauhin.
Dans les six premières pages, la Dedicatoria, Linné établit la liste, de son point de vue, des pères et protecteurs de la botanique : Charles-Guillaume de Bade-Durlach, Gaston de France, Giuseppe del Bosco, Jacob De la Gardie, Hendrik van Rheede, Georg Everhard Rumphius, William Shepard, Gianfrancesco Morosini, Caspar Bose (de), Simon van Beaumont, le cardinal Édouard Farnese, et Johann Konrad von Gemmingen. Il n'oublie bien sûr pas le commanditaire de son travail.   
Suit un avis au lecteur, le Lectori botanico, présentant le texte et les synonymes, l'origine des plantes et les méthodes pour les cultiver dans différents continents. Linné remercie à la fin de ce chapitre Herman Boerhaave, Adriaan van Royen, Johann Georg Siegesbeck (ru), Albrecht von Haller, Johannes Burman, Willem Röell (nl), Jan Frederik Gronovius et Philip Miller pour les graines et les plants qu'ils ont envoyés à Hartkamp.   
Dans le chapitre Bibliotheca Botanica Cliffortiana, Linné décrit avec didactisme, dans 17 pages non numérotées, la bibliothèque, en faisant référence aux principes qu'il a déjà appliqués dans la Bibliotheca Botanica. Y figurent 295 entrées, des livres de botaniques, mais aussi quelques autres, par exemple de chimie, théologie ou philosophie. Les livres sont répartis comme les espèces, en « classes », commençant par les « Pères de la botanique », grecs ou romains, et ensuite les « Commentatores », « Ichniographi » et « Descriptatores ». Suivent des monographies. Il y a en tout 16 classes. Cette liste donne des indications précieuses sur les sources que Linné avait à sa disposition, mais il s'appuyait essentiellement sur son propre travail, son opus magnum — Genera Plantarum.   
Après le catalogue de la bibliothèque figurent une liste des abréviations, quatre pages avec des descriptions des différentes formes de feuilles chez les plantes, illustrées de deux gravures, et six pages avec une liste systématique des plantes, avec l'indication du nombre d'espèces dans chacune d'elles.
La principale partie du livre, le catalogue de l'herbier de Clifford et des plantes cultivées dans le jardin et dans les serres de Hartekamp, ne fait pas de distinction entre les plantes vivantes et séchées. 34 planches avec des gravures sont insérées dans cette partie du livre. Linné ne donne pas de description des espèces. Il renvoie à sa Genera plantarum et il avertit dans la préface que pour les quelques plantes, qui n'y sont pas présentées, qu'il y en fera une description dans les éditions suivantes. En outre, il n'explique pas dans le Hortus Cliffortianus son système de classification des plantes.
Le Hortus Cliffortianus n'a pas de table des matières au sens contemporain. L'œuvre se développe cependant avec comme trame les chapitres suivants :
- Dedicatio
- Lectori Botanico
- Bibliotheca Botanica Cliffortiana
- Genera Foliorum (3 classes)
- Methodus Plantarum In Horto Cliffortiano
- Partie principale (des genres Canna à Cellipora)
- Vaga
  - Vaga Palmae
  - Vaga Tournefortianea
  - Vaga Plumerianea
  - Vaga Miscellanea
  - Vaga Indefinita
- Appendix
  - Appendix Generum
  - Appendix Specierum
- Addenda
- Index. Numerus paginam donat
- Ratio. Nominum genericorum receptorum

## Frontispice
Le frontispice, créé par Jan Wandelaar, est une allégorie de l'apport de Linné à la science. Au centre de la gravure, Cybèle, ou la Terre-Mère, est assise sur un lion et une lionne. Elle est coiffée d'une couronne murale et tient dans la main les clés du jardin de Hartekamp, dont le plan est posé devant elle.     
À gauche de Cybèle, figurent des plantes récemment découvertes : l'Aloès, que porte une femme noire africaine, le caféier, dans les mains de femmes dans des parures nationales d'Asie, et l'Hernandia d'Amérique.     
Aux pieds de la figure principale, un pot de Cliffortia ilicifolia, représentée dans la planche XXX.    
Le buste sur le grand piédestal est probablement celui de George Clifford : à droite, est représenté un bananier, plante que Clifford réussit le premier à l'amener à la floraison et à la fructification en Europe, dans ce jardin, en 1736.    
Linné  prend la forme d'un jeune Apollon, écartant de la main droite le voile de l'ignorance et tenant dans la main gauche une torche, symbole des lumières. Du pied droit il écrase le dragon du mensonge. Un des anges montre un thermomètre avec l'échelle Celsius, dont la paternité lui est aussi attribuée.    
Une description poétique du frontispice, écrite en hollandais par Jan Vandelaar, figure sur la page suivante du Hortus Cliffortianus.

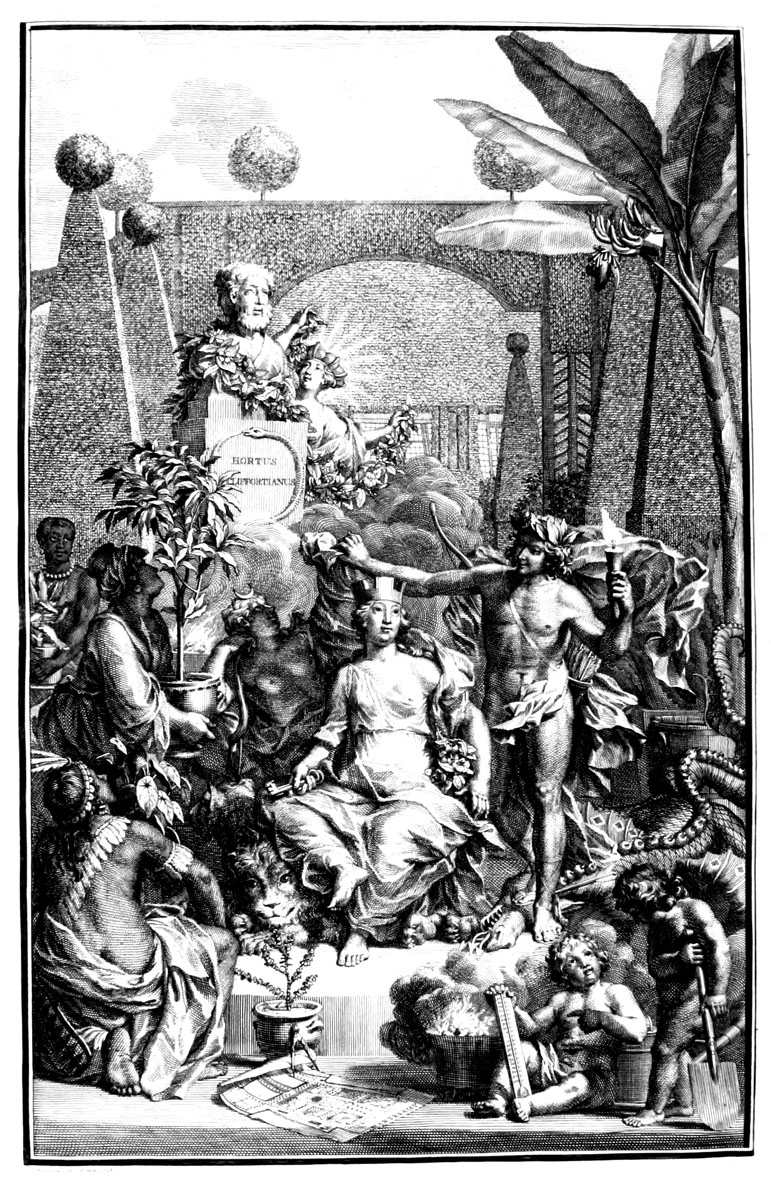
Frontispice du Hortus Cliffortianus.
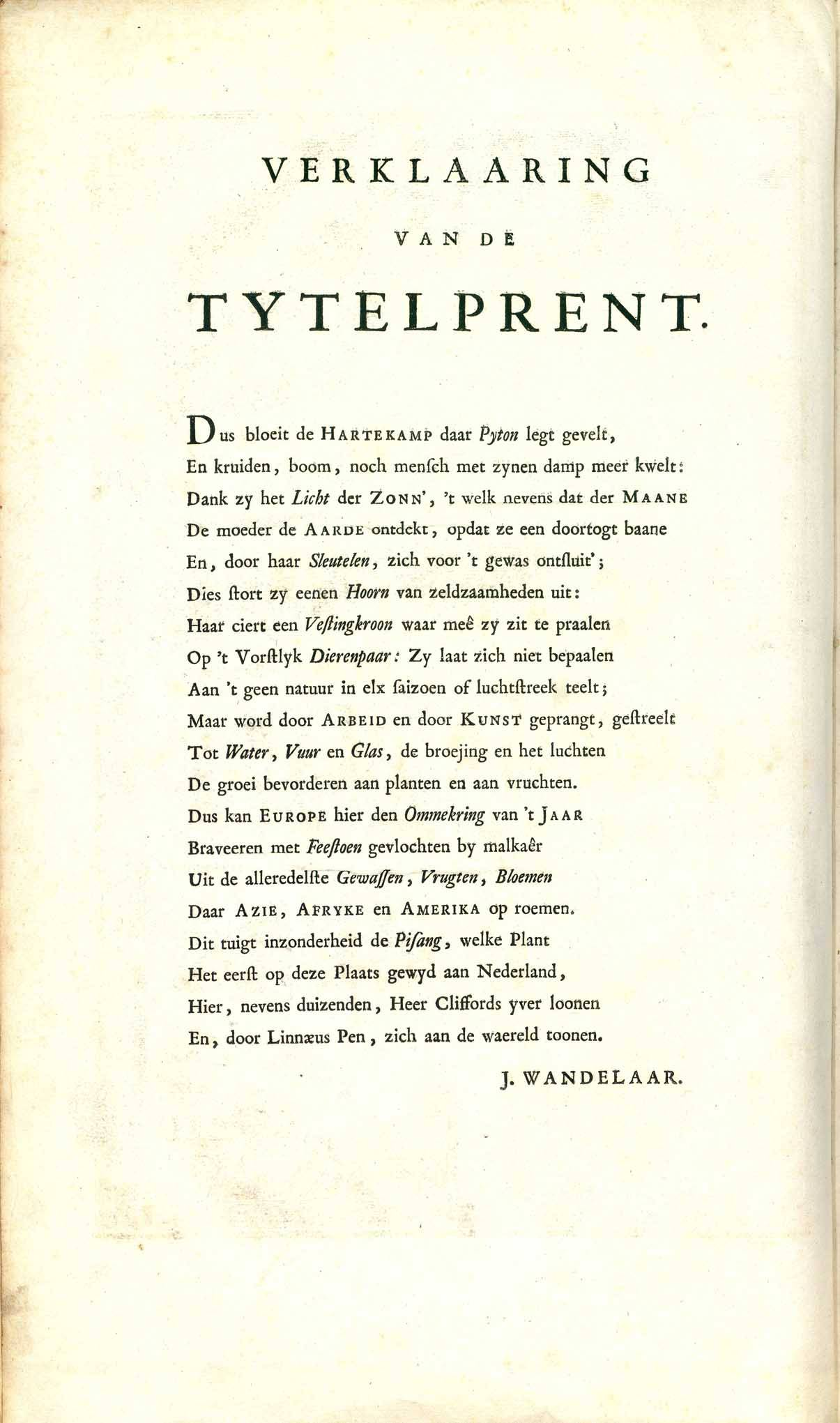
Poème d'explication du frontispice.

## Planches
Le Hortus Cliffortianus contient 36 planches avec des illustrations de plantes. Toutes ont été gravées par Jan Wandelaar. Les dessins reproduits sont pour la plupart de Georg Dionysius Ehret.
| Gravure | Texte (entre parenthèses, la dénomination actuelle)                                                             | Auteur du dessin | Image |
| ------- | --- | ---------------- | ----- |
| I.      | Folia Simplicica                                                                                                |                  |       |
| II.     | Folia Composita et Folia Determinata                                                                            |                  |       |
| III.    | Kaempferia (Kaempferia galanga)                                                                                 | Wandelaar        |       |
| IV.     | Piper foliis cordatis, caule procumbente (Peperomia pellucida)                                                  | Wandelaar        |       |
| V.      | Collinsonia (Collinsonia canadense)                                                                             | Ehret            |       |
| VI.     | Gladiolus foliis linaribus (Gladiolus angustus)                                                                 | Ehret            |       |
| VII.    | Diervilla (Diervilla lonicera)                                                                                  | Wandelaar        |       |
| VIII.   | Campanula foliis hastatis dentatis, caule determinate folioso (Canarina canariensis)                            | Ehret            |       |
| IX.     | Rauvolfia (Rauvolfia tetraphylla)                                                                               | Ehret            |       |
| X.      | Turnera e petiolo florens, foliis seratis (Turnera ulmifolia)                                                   | Ehret            |       |
| XI.     | Passerina foliis linearibus (Passerina filiformis)                                                              | Ehret            |       |
| XII.    | Helxine caule erecto, aculeis refexis exasperato (Polygonum sagittatum)                                         |                  |       |
| XIII.   | Parkinsonia (Parkinsonia aculeata)                                                                              | Ehret            |       |
| XIV.    | Bauhinia (Bauhinia aculeata)                                                                                    | Ehret            |       |
| XV.     | Bauhinia foliis quinquenerviis: lobis acuminatis remotissimis (Bauhinia divaricata)                             | Wandelaar        |       |
| XVI.    | Heliocarpos (Heliocarpus americanus)                                                                            | Ehret            |       |
| XVII.   | Browallia (Browallia americana)                                                                                 | Ehret            |       |
| XVIII.  | Martynia foliis seratis (Gloxinia perennis)                                                                     | Wandelaar        |       |
| XIX.    | Amorpha (Amorpha fruticosa)                                                                                     | Ehret            |       |
| XX.     | Dolichos caule perenni lignoso (Dolichos lignosus)                                                              | Ehret            |       |
| XXI.    | Dolichos minimus, floribus luteus (Rhynchosia minima)                                                           | Ehret            |       |
| XXII.   | Dalea (Dalea alopecuroides)                                                                                     | Ehret            |       |
| XXIII.  | Sigesbeckia (Sigesbeckia orientalis)                                                                            | Wandelaar        |       |
| XXIV.   | Buphthalmum caule decomposita, calycibus ramiferis (Cladanthus arabicus)                                        | Ehret            |       |
| XXV.    | Milleria foliis ovatis, pendunculis simplicibus (Elvira biflora)                                                | Ehret            |       |
| XXVI.   | Lobelia caule erecto, foliis cordatis obsolete dentatis petiolatis, corymbo terminatrice (Lobelia cliffortiana) | Ehret            |       |
| XXVII.  | Anthospermum mas. (Anthospermum aethiopicum)                                                                    | Ehret            |       |
| XXVIII. | Dioscorea foliis cordatis, caule leavi (Dioscorea sativa)                                                       | Ehret            |       |
| XXIX.   | Kiggelaria mas. (Kiggelaria africana)                                                                           | Ehret            |       |
| XXX.    | Cliffortia foliis dentatis: mas. (Cliffortia ruscifolia)                                                        | Wandelaar        |       |
| XXXI.   | Cliffortia foliis lanceolatis integerrimis: Femina (Cliffortia ilicifolia)                                      | Wandelaar        |       |
| XXXII.  | Cliffortia foliis linearibus pilosis: Femina (Cliffortia polygonifolia)                                         |                  |       |
| XXXIII. | Hernandia (Hernandia sonora)                                                                                    | Wandelaar        |       |
| XXXIV.  | Hura calycibus acutis, floribus pentandris (Hura crepitans)                                                     | Wandelaar        |       |
| XXXV.   | Roellia (Roella ciliata)                                                                                        |                  |       |
| XXXVI.  | Cassia calycibus acutis, floribus pentandris (Cassia nictitans)                                                 |                  |       |

## Portée de l'œuvre
Linné a conçu son système de classification des plantes en Suède. Il n'avait pas pu y étudier de plantes exotiques. Le Hortus Cliffortianus est la première de ses œuvres où il peut l'appliquer aux plantes du monde entier. À Hartekamp, il a de plus à sa disposition la merveilleuse bibliothèque botanique de George Clifford, ce qui lui permet d'établir des liens avec les travaux des autres botanistes. Le Hortus Cliffortianus a ainsi eu une grande importance dans le développement de la principale œuvre de Linné, les Genera plantarum. Sa lecture est également indispensable pour interpréter les appellations utilisées dans les Genera plantarum.